# Crean Lake
Der Crean Lake ist ein See auf Südgeorgien im Südatlantik. Er liegt westlich des Shackleton Valley in der Busen-Region.
Das UK Antarctic Place-Names Committee benannte ihn 2013. Namensgeber ist der irische Able Seaman und Polarforscher Thomas Crean (1877–1938), dem 1916 gemeinsam mit Ernest Shackleton und Frank Worsley im Zuge der Endurance-Expedition (1914–1917) zwecks Rettung der auf Elephant Island gestrandeten Expeditionsteilnehmer die erste Durchquerung Südgeorgiens gelang.